# Adonisea avemensis
Adonisea avemensis är en fjärilsart som beskrevs av Dyar 1904. Adonisea avemensis ingår i släktet Adonisea och familjen nattflyn. Inga underarter finns listade i Catalogue of Life.